# Sveučilište u Lvivu
Sveučilište u Lvivu (službeno: Lvivsko nacionalno sveučilište Ivan Franko ukr. Львівський національний університет імені Івана Франка) je sveučilište sa sjedištem u zapadnom ukrajinskom gradu Lvivu. 
Jedno je od najstarijih sveučilišta istočno od Visle i jedno od najvećih u Ukrajini.
Na tom mjestu osnovana je škola 1608. godine od strane isusovaca. Od 1661. ima status sveučilišta, odlukom poljskoga kralja Ivana II. Kazimira. U vrijeme Druge Poljske Republike zvalo se Sveučilište Ivana II. Kazimira. Nakon što je Lviv postao dio Sovjetskoga Saveza, dobilo je ime po ukrajinskom književniku i političkom aktivistu Ivanu Jakoviču Franku.
Ukupan broj studenata na kraju 20. stoljeća premašio je 15,000. Poznati maturanti su: Jevhen Petruševyč, Stanislaw Lem, Bruno Schulz, Ludwig Fleck, Jaroslav Rudnyckyj, Ivan Kaljajev, Rudolf Weigl i drugi.